# Don’t Waste Your Time
Don’t Waste Your Time – piosenka pop rockowa stworzona przez Kelly Clarkson, Fredrika Rinmana, Jimmy’iego Messera i Malcolma Pardona na trzeci, studyjny album Clarkson My December (2007). Utwór został wyprodukowany przez Davida Kahne’a oraz wydany jako drugi singel z krążka dnia 14 grudnia 2007 roku w Niemczech i 24 marca 2008 w Holandii. W Australii kompozycja stała się trzecim singlem promującym album, a wydana została dnia 13 lutego 2008.

## Informacje o singlu
Dnia 27 lipca 2007 na oficjalnej stronie internetowej wydawnictwa Sony Music UK pojawiła się zapowiedź, iż utwór „Don’t Waste Your Time” zostanie wydany jako singel w Wielkiej Brytanii. Clarkson sama natomiast potwierdziła podczas kanadyjskiego programu MTV Live, że piosenka znajdzie się na półkach sklepowych kanadyjskich sklepów muzycznych.
Dnia 23 sierpnia 2007 brytyjski, młodzieżowy magazyn Mizz Magazine potwierdził, iż „Don’t Waste Your Time” ukaże się dnia 10 września 2007. Mimo zapowiedzi, singel się nie ukazał.

## Teledysk
Dnia 20 sierpnia 2007, podczas odwiedzin kanadyjskiego studia MTV Live, Clarkson powiedziała, że ma w planach na najbliższe dni plan zdjęciowy do kręcenia teledysku do singla „Don’t Waste Your Time”. Artystka zdradziła, iż jej pomysł na klip to „styl rockowy”. W wywiadzie wokalistka powiedziała, że włosy artystki w teledysku są ciemne. Dnia 25 września 2007 na oficjalnej stronie internetowej pojawił się „sneak peak” (urywki z planu zdjęciowego), na którym widać Kelly oraz producentów teledysku, którzy opracowują efekty specjalne w klipie. Videoclip, który reżyserowany był przez Romana White’a, przedstawia artystkę jako księżniczkę w zamku, która próbuje wydostać się z budynku jednak bez pomocy księcia. Teledysk miał premierę dnia 5 października 2007 roku na oficjalnej stronie internetowej White’a.

## Listy utworów i formaty singla
Niemiecki / europejski CD singel
(Wydany 14 grudnia 2007)
1. „Don’t Waste Your Time” – 3:35
2. „Fading” – 2:51

Niemiecki CD-maxi singel
(Wydany 14 grudnia 2007)
1. „Don’t Waste Your Time” – 3:35
2. „Fading” – 2:51
3. „Maybe” (Na żywo dla AOL Sessions) – 4:24
4. „Don’t Waste Your Time” (Videoclip) – 3:00

Australijski digital download singel
(Wydany 13 lutego 2008)
1. „Don’t Waste Your Time” – 3:35

## Pozycje na listach
| Lista przebojów (2008) | Najwyższa pozycja |
| ---------------------- | ----------------- |
| Niemcy Singles Chart   | 93                |